# Henry Ellis
Henry Ellis (Contea di Monaghan, 29 agosto 1721 – Napoli, 21 gennaio 1806) è stato un politico ed esploratore britannico.

## Biografia

### Origini, esplorazioni e commercio schiavista
Henry Ellis nacque in Irlanda nel 1721, e appena adolescente abbandonò la famiglia a seguito dei diverbi col padre. Diventato marinaio, divenne presto un valente cartografo, e dal 1746 si interessò di esplorazione e della ricerca del passaggio a nord-ovest, prendendo parte a varie spedizioni. Pubblicò le sue esperienze in un libro che gli fece guadagnare numerose simpatie in Inghilterra, tra cui quelle del principe Federico del Galles e di lord Halifax, che lo presero sotto la propria ala protettrice.
Divenuto membro della Royal Society, venne fatto capitano del vascello Earl of Halifax per continuare le sue esplorazioni in maniera ufficiale. Tra il 1750 e il 1755 navigò nel commercio triangolare, trasportando grandi quantità di schiavi dall'Africa alla Giamaica e spesso occupandosi lui stesso della loro compravendita. A differenza di molti capitani, a cui poco importava delle condizioni degli schiavi durante il trasporto, Ellis cercava di mantenere i suoi in buone condizioni fisiche e faceva spesso disinfettare gli ambienti in cui erano stipati, riducendo così drasticamente la mortalità a bordo.

### Governatore della Georgia
Quando nel 1756 lord Halifax fu costretto a sollevare John Reynolds dal governo della Georgia per via delle proteste dei coloni, Henry Ellis venne nominato suo successore. A causa del malgoverno del predecessore, al suo arrivo venne ricevuto con spiccato entusiasmo dai coloni georgiani.
Durante il suo mandato Ellis cercò di stabilizzare la colonia, ancora di recente fondazione, dividendola in otto parrocchie che eleggevano i propri delegati all'interno di un'Assemblea statale. Cercò inoltre di rafforzare le precarie difese della colonia, messe continuamente alla prova da incursioni di Creek, Cherokee, francesi e spagnoli. Sotto il suo governo la capitale Savannah si espanse notevolmente, divenendo il principale polo commerciale del Sud delle Tredici Colonie.

### Altri incarichi
Il clima tropicale georgiano si rivelò troppo duro per Ellis, che nel 1760, per via della salute in rapido declino, chiese di essere sollevato dall'incarico. Nel novembre successivo giunse in Georgia James Wright, che gli successe come governatore e continuò la politica di stabilizzazione della colonia, una delle più floride prima dello scoppio della rivoluzione americana.
Tornato in Inghilterra, lord Halifax lo nominò governatore della Nuova Scozia, ma Ellis era ancora troppo debilitato per viaggiare e dovette ricorrere a dei sostituti. Anche una volta guarito Ellis non tornò in America, diventando invece collaboratore di lord Egremont e rinunciando al mandato sulla Nuova Scozia nel 1763.

### Ultimi anni e morte
Ellis continuò ad interessarsi per anni alla sua ex-colonia, collaborando col suo successore Wright per raggiungere una pace duratura con i nativi americani.
Dopo la rivoluzione americana si ritirò dal servizio e si trasferì in Italia, a Napoli. Convinto illuminista, passò la vecchiaia conducendo esperimenti e dimostrazioni scientifiche. Morì nella capitale del regno di Napoli nel 1806, subito prima dell'invasione francese.